# Ammochóri
Ammochóri, en grec moderne : Αμμοχώρι, auparavant appelé Pesósnitsa (Πεσόσνιτσα), est un village du dème de Flórina, district régional de Flórina, en Macédoine-Occidentale, Grèce. 
Selon le recensement de 2011, la population du village compte 1 250 habitants.